# رنرود (اتحاد إداري)
اِتِّحاد رِنِّرُود (بالأَلمانِيَّة: Verbandsgemeinden Rennerod) هُو اِتِّحاد إِدارِي أَلمانِيَّ في مِنطَقَة ڤِيستر ڤَآلد كرآيس التَّابِعة لِمُحافظة كُوبلنز في وِلاَية رَآينٌ لَاند - بفَآلز في جُمهُوريَّة أَلمَانيَا الاِتّحاديّة. ويضُمُّ اِتِّحاد رِنِّرُود مدِينة واحِدة، واِثنَتَان وعِشرُون بَلدة بمِساحة تُقَدَّر بحَوالَي 133 كم².

## مُدُن وبلدَات اِتِّحاد رِنِّرُود
يضُمُّ اِتِّحاد رِنِّرُود مدِينة واحِدة، واِثنَتَان وعِشرُون بَلدة بمِساحة تُقَدَّر بحَوالَي 133 كم². وهي كالتَّالي:

### المُدُن
| اِسم المدِينة | ٱلِٱسم بالأَلمانِيَّة | عَدد السُكَّان | المِساحَة (كم²) |
| ----------- | ---------------- | ---------- | ------------- |
| مدِينة رِنِّرُود | Stadt Rennerod   | 4٬366      | 18            |

### البلدَات
| اِسم البلدَة              | ٱلِٱسم بالأَلمانِيَّة                   | عَدد السُكَّان | المِساحَة (كم²) |
| ----------------------- | ---------------------------------- | ---------- | ------------- |
| بَلْدَة برِتّهَاوزِنٌ           | Gemeinde Bretthausen               | 185        | 3             |
| بَلْدَة إِلسُوفٌّ              | Gemeinde Elsoff                    | 893        | 9             |
| بَلْدَة هِيلِّنٌهَآنٌ - شِيلِّنٌبِيرغٌ | Gemeinde Hellenhahn - Schellenberg | 1٬221      | 7             |
| بَلْدَة هُومٌبِيرغٌ            | Gemeinde Homberg                   | 174        | 2             |
| بَلْدَة هُوبلِينغِنٌ           | Gemeinde Hüblingen                 | 306        | 5             |
| بَلْدَة إِرمترَآُوت           | Gemeinde Irmtraut                  | 777        | 5             |
| بَلْدَة لِيبنٌشَآيد           | Gemeinde Liebenscheid              | 848        | 1             |
| بَلْدَة نُويِنٌكِيرشِنٌ          | Gemeinde Neunkirchen               | 546        | 7             |
| بَلْدَة نُويِشتَادت           | Gemeinde Neustadt                  | 586        | 3             |
| بَلْدَة نِيدِرُّوسّبَآخ          | Gemeinde Niederroßbach             | 708        | 4             |
| بَلْدَة نِيستِر - مُورِنٌدُورف   | Gemeinde Nister - Möhrendorf       | 303        | 3             |
| بَلْدَة أُوبِر رُود           | Gemeinde Oberrod                   | 676        | 7             |
| بَلْدَة أُوبِر رُوسٌّ بَآخ       | Gemeinde Oberroßbach               | 344        | 3             |
| بَلْدَة غِيهه               | Gemeinde Rehe                      | 94         | 7             |
| بَلْدَة زَآلزبُورَغٌ           | Gemeinde Salzburg                  | 230        | 2             |
| بَلْدَة زِيك                | Gemeinde Seck                      | 1٬165      | 9             |
| بَلْدَة شتَآين - نُويِكِيرش    | Gemeinde Stein - Neukirch          | 419        | 7             |
| بَلْدَة ڤَايغَآندِسٌهَآيمٌ       | Gemeinde Waigandshain              | 206        | 4             |
| بَلْدَة ڤَآلِدمُولِنٌ           | Gemeinde Waldmühlen                | 335        | 3             |
| بَلْدَة ڤِيستِرنُوهه          | Gemeinde Westernohe                | 892        | 8             |
| بَلْدَة ڤِيلِِّينغِنٌ            | Gemeinde Willingen                 | 278        | 4             |
| بَلْدَة تْسِنهَآوزِنٌ           | Gemeinde Zehnhausen                | 366        | 3             |

## وُصلات خارجيّة
- صفحة اِتِّحاد رِنِّرُود الرّسميّة (باللُّغَةُ الألمانِيّة).

## مَراجع
1. ↑  "معلومات عن رنرود (اتحاد إداري) على موقع d-nb.info". d-nb.info. مؤرشف من الأصل في 2020-01-25.
2. ↑  "معلومات عن رنرود (اتحاد إداري) على موقع viaf.org". viaf.org. مؤرشف من الأصل في 2016-11-24.